# Eustichiaceae
Eustichiaceae là một họ rêu trong bộ Dicranales.